# Gian Francesco de Majo
Gian Francesco de Majo (né le 24 mars 1732 à Naples, alors capitale du royaume de Naples – mort dans la même ville le 17 novembre 1770) est un compositeur italien du XVIIIe siècle. Il est surnommé « Ciccio ». 

## Biographie
Gian Francesco de Majo est le fils du compositeur Giuseppe de Majo (1697-1771). Il est initié à la musique par son père, ainsi que par son oncle Gennaro Manna et son grand-oncle Francesco Feo.
Encore adolescent, à l'âge de treize ans, il tient le rôle de second clavecin au Théâtre de la Cour, et, à partir de 1747, il aide son père, occupé depuis 1745 par son poste de directeur de la Chapelle Royale, en étant organiste surnuméraire sans salaire. Après la mort en 1750 du premier organiste de la Chapelle Pietro Filippo Scarlatti, il commence à recevoir le salaire d'un ducat par mois, mais en 1758, nommé second organiste, il est augmenté avec un salaire de huit ducats. En plus de son activité d'organiste, à partir de 1749, il est actif pour la même chapelle comme compositeur d'œuvres sacrées.
Sa première œuvre, Ricimero, re dei goti, est jouée à Parme le 7 février 1759. La même année, l'opéra est redonné à Rome, où, comme en témoigne Goldoni dans ses mémoires, il obtient un succès triomphal. Au début de 1760, à cause de la tuberculose, il ne peut pas mettre en musique le livret de Il trionfo di Camilla de Silvio Stampiglia pour le Teatro San Carlo, mais il réussit quand même à présenter en juin de la même année, Astrea placata et en novembre le drame musical Cajo Fabrizio, qui est bien reçu par le public.
Entre 1761 et 1763, il fait représenter certaines de ses œuvres dans les villes du nord de l'Italie: il est à Livourne, Venise et enfin à Turin. Pendant ce voyage, il a également l'occasion de faire la connaissance du Padre Martini. Après son retour dans sa ville natale pour une courte période, il part en février 1764 pour une tournée à Vienne, où il a reçu la commande d'une œuvre pour célébrer le couronnement de l'empereur Joseph II, puis cette même année, il va à Mannheim.
Après avoir monté un opéra à Madrid, il retourne en Italie en 1765 et il présente à Turin Montezuma sur un livret de Vittorio Amedeo Cigna-Santi. Il retourne à Naples l'année suivante, mais encore une fois pour peu de temps, car il repart pour un autre voyage à travers l'Italie et l'Europe. Il passe à nouveau à Mannheim et de retour, il s'arrête à Venise et à Rome. En août 1767, il succède à son père Giuseppe au poste de maître de chapelle auprès de la cour royale napolitaine: pour obtenir ce poste, il est entré en compétition avec Niccolò Piccinni.
En raison de problèmes financiers, de Majo doit renoncer à de nombreux voyages pour pouvoir mettre en scène ses nouveaux opéras. En plus du poste de directeur de la chapelle, il réoccupe l'ancien poste de second organiste et il reprend son activité de composition d'œuvres sacrées. Pour célébrer l'anniversaire de la reine Marie-Caroline, il est chargé de composer un opéra, Eumene, pour être représenté le 4 novembre 1770 au Teatro San Carlo, mais en raison de l'aggravation de son état de santé, la représentation est reportée jusqu'au premier janvier de l'année suivante. Cependant de Majo n'est pas capable de le finir (il a composé un seul acte) parce qu'il meurt de la tuberculose le 17 novembre. L'opéra est ensuite complété par Giacomo Insanguine et Pasquale Errichelli (it).

### Opéras
- Ricimero, re dei goti (opera seria, livret de Pietro Pariati et Apostolo Zeno, 1759, Parme)
- Cajo Fabrizio (opera seria, livret de Apostolo Zeno, 1760, Naples)
- Almeria (opera seria, livret de Marco Coltellini, 1761, Livourne)
- Artaserse (opera seria, livret de Pietro Metastasio, 1762, Venise)
- Catone in Utica (opera seria, livret de Pietro Metastasio, 1763, Turin)
- Demofoonte (opera seria, livret de Pietro Metastasio, 1763, Rome)
- Alcide negli orti esperidi (opera seria, livret de Marco Coltellini, 1764, Vienne)
- Ifigenia in Tauride (opera seria, livret de Mattia Verazi, 1764, Mannheim)
- Montezuma (opera seria, livret de Vittorio Amedeo Cigna-Santi, basé sur Historia de la conquista de México d'Antonio de Solis, 1765, Turin)
- La constancia dichosa (opera seria, livret de L. Fontana, 1765, Madrid)
- Alessandro (nell'Indie) (opera seria, livret de Mattia Verazi, puis Pietro Metastasio, 1765, Mannheim)
- Antigono (opera seria, livret de Pietro Metastasio, 1767, Venise)
- Antigona (opera seria, livret de Gaetano Roccaforte, 1768, Rome)
- Ipermestra (opera seria, livret de Pietro Metastasio, 1768, Naples)
- Adriano in Siria (opera seria, livret de Pietro Metastasio, 1769, Rome)
- Didone abbandonata (opera seria, livret de Pietro Metastasio, 1770, Venise)
- Eumene (1° atto) (opera seria, livret de Apostolo Zeno, 1771, Naples, complété par Giacomo Insanguine et Pasquale Errichelli et donné de manière posthume)

### Opéras d’attribution incertaine
- Ifigenia in Aulide (opera seria, livret de Apostolo Zeno, 1762, Naples)
- Ezio (opera seria, livret de Pietro Metastasio, 1769, Venise)
- Ulisse (opera seria, 1769, Rome)
- L'eroe cinese (opera seria, livret de Pietro Metastasio, 1770, Naples)

### Oratorios
- La passione di Gesù Cristo (1778, Milan)

## Source de traduction
- (it) Cet article est partiellement ou en totalité issu de l’article de Wikipédia en italien intitulé « Gian Francesco de Majo » (voir la liste des auteurs).